# Aurunceius Felicessemus
Aurunceius Felicessemus (sein Praenomen ist nicht bekannt) war ein im 3. Jahrhundert n. Chr. lebender Angehöriger des römischen Ritterstandes (Eques).
Durch eine Weihinschrift auf einem Altar, der beim Kastell Fanum Cocidi gefunden wurde und der auf 201/300 datiert wird, ist belegt, dass Felicessemus Tribun war. Laut John Spaul war er Tribun der Cohors I Augusta Nerviana Germanorum, die zu diesem Zeitpunkt in der Provinz Britannia stationiert war. Aus der Inschrift geht darüber hinaus hervor, dass er zuvor ein Evocatus war.
Felicessemus weihte den Altar der Gottheit Cocidius.